# Javier Hidalgo Ponce
Javier Ariel Hidalgo Ponce (Ciudad de México, 14 de mayo de 1960) es un arquitecto y político mexicano, miembro del partido Movimiento Regeneración Nacional (Morena). Fue diputado federal del 2018 al 2021. Desde 2021 es director general del Instituto del Deporte de la Ciudad de México.

## Reseña biográfica
Es arquitecto egresado de la Universidad Nacional Autónoma de México, en cuya Escuela Nacional de Arquitectura también ha ejercido como docente. Ejerció su profesión de manera particular y además fue investigador de sitios y monumentos del patrimonio Cultural de México.
Fue miembro del Partido de la Revolución Democrática de 1989 a 2015, consejero nacional del partido hasta 2007 y en diversas ocasiones integrante del comité ejecutivo nacional, vocero y presidente del consejo nacional del partido de 1999 a 2002.
Fue elegido representante a la II Asamblea de Representantes del Distrito Federal de 1991 a 1994 y a la I Legislatura de la Asamblea Legislativa del Distrito Federal de 1997 a 2000. De 2006 a 2012 fue director general del Instituto de la Juventud del Distrito Federal siendo jefe de gobierno Marcelo Ebrard, asesor de movilidad en Miguel Hidalgo de 2012 a 2015 y director de Gestión Ambiental en Cuauhtémoc de 2015 a 2017.
Electo diputado federal por el Distrito 10 de la Ciudad de México a la LXIV Legislatura de 2018 a 2021. En dicha legislatura fue secretario de la comisión de Desarrollo Metropolitano, Urbano, Ordenamiento Territorial y Movilidad; además de integrante de las comisiones de Puntos Constitucionales, de Salud y de Juventud y Diversidad Sexual.
Postulado como candidato a la reelección como diputado federal por el mismo distrito, no obtuvo el triunfo, resultando derrotado ante la candidata de la coalición Va por México, Margarita Zavala. Concluyó su gestión el 31 de agosto de 2021. El 13 de septiembre siguiente fue nombrado director general del Instituto del Deporte de la Ciudad de México por la jefa de gobierno Claudia Sheinbaum.
Actualmente, se desempeña como director del Subsistema de Educación Comunitaria PILARES del Gobierno de la Ciudad de México. 